# وسط الاستوائية (ولاية)

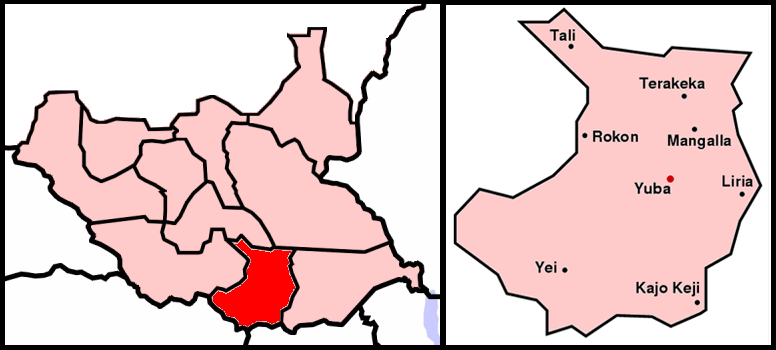
ولاية وسط الاستوائية

وسط الاستوائية ولاية من ولايات جنوب السودان، وعاصمتها مدينة جوبا التي هي أيضًا العاصمة الوطنية لجنوب السودان .
مساحتها 43،033 كيلومتر مربع (16،615 ميل مربع). وهي أصغر الولايات الأصلية في جنوب السودان . كان أن اسمها السابق بحر الجبل ، والتي سميت على اسم أحد روافد النيل الأبيض والذي يعرف باسم بحر الجبل و يتدفق عبر الولاية. أعيد تسميتها في 1 أبريل 2005 ، إلى وسط الاستوائية وهو اسمها الحالي ، في أول جمعية تشريعية مؤقتة في ظل حكومة جنوب السودان. انفصلت الاستوائية الوسطى عن السودان في 9 يوليو 2011 مع جمهورية جنوب السودان التي هي جزء منها . في 2 أكتوبر 2015 ، قسمت الولاية إلى ثلاث ولايات: جوبك و تيريكيكا و نهر يي . أعيد تأسيس ولاية وسط الاستوائية بموجب اتفاق سلام وقع في 22 فبراير 2020.